# وون سيون بيل
وون سيون بيل (الكورية: 원선필) مواليد 6 أغسطس 1994، هي لاعبة كرة يد كورية جنوبية تلعب كمحور. مثلت منتخب كوريا الجنوبية لكرة اليد للسيدات.

## سجل المنافسة
شاركت في البطولات التالية:
- بطولة العالم لكرة اليد للسيدات 2013